# Прорись
Про́рись — в древнерусском искусстве и иконописи контурный рисунок, сделанный с оригинала гусиным пером или кистью через кальку и нанесенный путём процарапывания по левкасу на доску (для иконописи) или на штукатурку (для фрески).
На бумаге контурный рисунок мог выполняться в один (черный) или два цвета (черный и красно-коричневый).

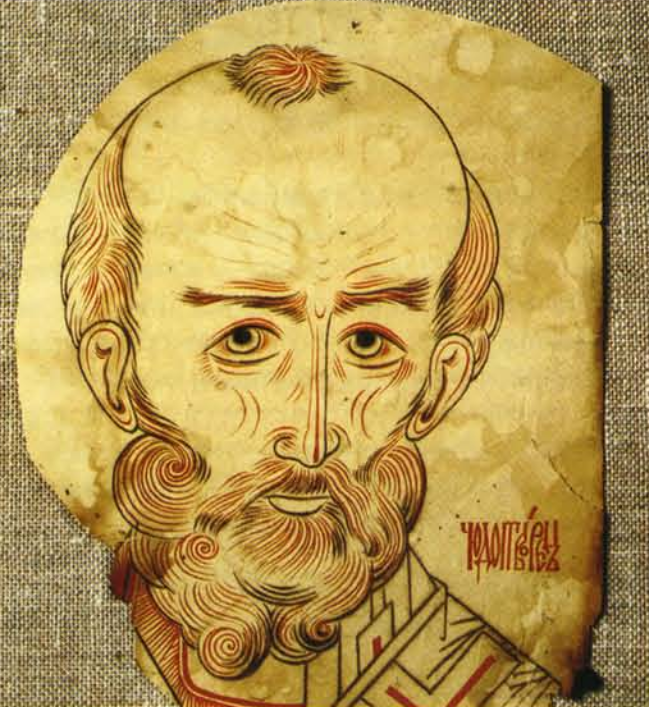
Никола Отвратный. Прорись, XIX век, Ветковский музей старообрядчества и белорусских традиций имени Ф. Г. Шклярова

При изготовлении икон чёрной краской прорисовывали контуры изображений, а красной — пробела, охрение, движки. Прорись использовалась в иконописи для нанесения разметки и основных контуров на заготовку иконы, чтобы облегчить труд иконописца. Сначала прорись обводили свежими чернилами или краской. Потом прикладывали к прориси влажную бумагу, потом эту бумагу плотно прижимали к поверхности левкаса будущей иконы, и таким образом контуры «переводились» на заготовку иконы.
Существуют изданные собрания прорисей — особенно известны:
- Строгановский лицевой Подлинник начала XVII века;
- Сийский Подлинник второй половины XVII века.

В более широком смысле сам по себе художественный термин прорись — обозначает подготовительный контурный рисунок вообще, графический эскиз, предшествующий живописи маслом или пастелью.
В эпиграфике прорисью называется рисунок надписи (граффити, берестяной грамоты и т. п.), сохраняющий пропорции оригинала, но отражающий только буквы, без шероховатостей поверхности, случайных штрихов и т. п. Прорись удобна для представления текста надписи, но, в отличие от фотографии, является в известной степени субъективным документом.